# Овсянникова, Маргарита Александровна
Маргари́та Алекса́ндровна Овся́нникова (род. 21 марта 1996, Макеевка, Донецкая область, Украина), более известна под сценическим псевдонимом Margo — российская певица и блогер. Бывшая участница реалити-шоу «Дом-2». С 1 марта 2020 года является главным редактором Fashion TV Russia. Сооснователь агентства The Most Media Group.

## Биография

### Ранняя жизнь
Маргарита Овсянникова родилась 21 марта 1996 года в Макеевке (Донецкая область). С детства увлекалась танцами, была солисткой и состояла в народной студии современного танца «Родничок», а также в народной студии эстрадного пения ГЛАСС. После окончания школы поступила в университет на преподавателя английского языка.

### Карьера
Сольную карьеру певицы начала, выпустив трек «Под наркозом». В октябре 2017 года стала участницей телепроекта «Дом-2», а 2 октября 2018 года покинула проект. После ухода с проекта в этом же году выпустила трек и клип на песню «Бомбовая». Позже записала трек и клип на песню «Парень непростых кровей». Также выпустила песни под названием «Стресс» и «Ты для меня всё». В марте 2020 года выпустила песню и клип «Виталий», в котором принял участие резидент Comedy Club Антон Лирник. В июне 2020 года Маргарита Овсянникова после долгой работы над клипом к своему новому треку «No Name», заявила, что компания готовившая ей идею для клипа продала её Ольге Бузовой. Через некоторое время выпустила кавер на песню группы Scorpions под названием «Wind of Change».
В сентябре 2020 года стала лауреатом премии «Topical Style Awards 2020» в номинации «Fashion редактор года». Совместно с Артуром Еремеевым основала агентство The Most Media Group.

### Личная жизнь
Замужем, имеет сына (род. 18.03.2022).

## Дискография

### Мини-альбомы
- «Латина вайб» (2020)

### Синглы
- «Виталий» (2020)
- «No Name» (2020)
- «Кайфуй» (feat. Арсен Петросов) (2020)
- «Ice Baby» (2020)
- «Прости меня, мальчик» (2020)
- «Новый год» (2020)
- «Малышка» (2021)
- «Последний раз» (2021)
- «Всё, что мы есть» (2021)
- «Ice Baby 2.0» (2021)
- «Как я» (2021)
- «Взрослая» (2021)
- «Глупая» (2021)
- «Эйфория» (2021)
- «Сумасшедший тип» (2022)
- «Знаешь ли ты» (2022)
- «Вдыхаем» (2022)
- «Мы это не мы» (2023)
- «Последний шот» (2023)
- «Весь мир для нас» (2024)
- «Шумиха» (2025)
- «Ку-ка-ре-ку» (2025)